# Juliette Binoche
Juliette Binoche  (9. ožujka 1964.), francuska filmska glumica, dobitnica Oscara za najbolju sporednu glumicu za 1996. godinu.
Rođena je u  Parizu, a potječe iz glumačke obitelji. Majka joj je poljskog porijekla, a Juliette ima korijene i u drugim zemljama. Vrlo rano se zainteresirala za glumu. Roditelji su joj se razveli kad je imala četiri godine, pa je sa sestrom poslana u internat, gdje nastavlja obrazovanje. Privlači je kazalište, tako da postaje glumica i redateljica već sa 17 godina. Jedno je vrijeme studirala i na Nacionalnoj dramskoj akademiji.
Binoche glumi na filmu od 1983. godine, a do sada je ostvarila četrdesetak uloga. Najpoznatija je po ostvarenjima Engleski pacijent (za kojeg je dobila i Oscara za najbolju sporednu glumicu) i Čokolada (partner Johnny Depp), kao i po umjetničkim filmovima Tri boje: Plavo (nagrada Cesár) i Skriveno. Pokojni Anthony Minghella je s njom surađivao više puta.
Angažirana je u dobrotvornim akcijama; između ostalog, kuma je devetero kambodžanske siročadi. Binoche se nikada nije udavala, a iz četiri duže veze ima sina i kćer.

## Vanjske poveznice
- Juliette Binoche u internetskoj bazi filmova IMDb-u (engl.)

### Ostali projekti
|  | Zajednički poslužitelj ima stranicu o temi Juliette Binoche |